# 1532 en arts plastiques
| Années des arts plastiques : 1529 - 1530 - 1531 - 1532 - 1533 - 1534 - 1535    |
| Décennies des arts plastiques : 1500 - 1510 - 1520 - 1530 - 1540 - 1550 - 1560 |

Cette page concerne l'année 1532 en arts plastiques.

## Œuvres

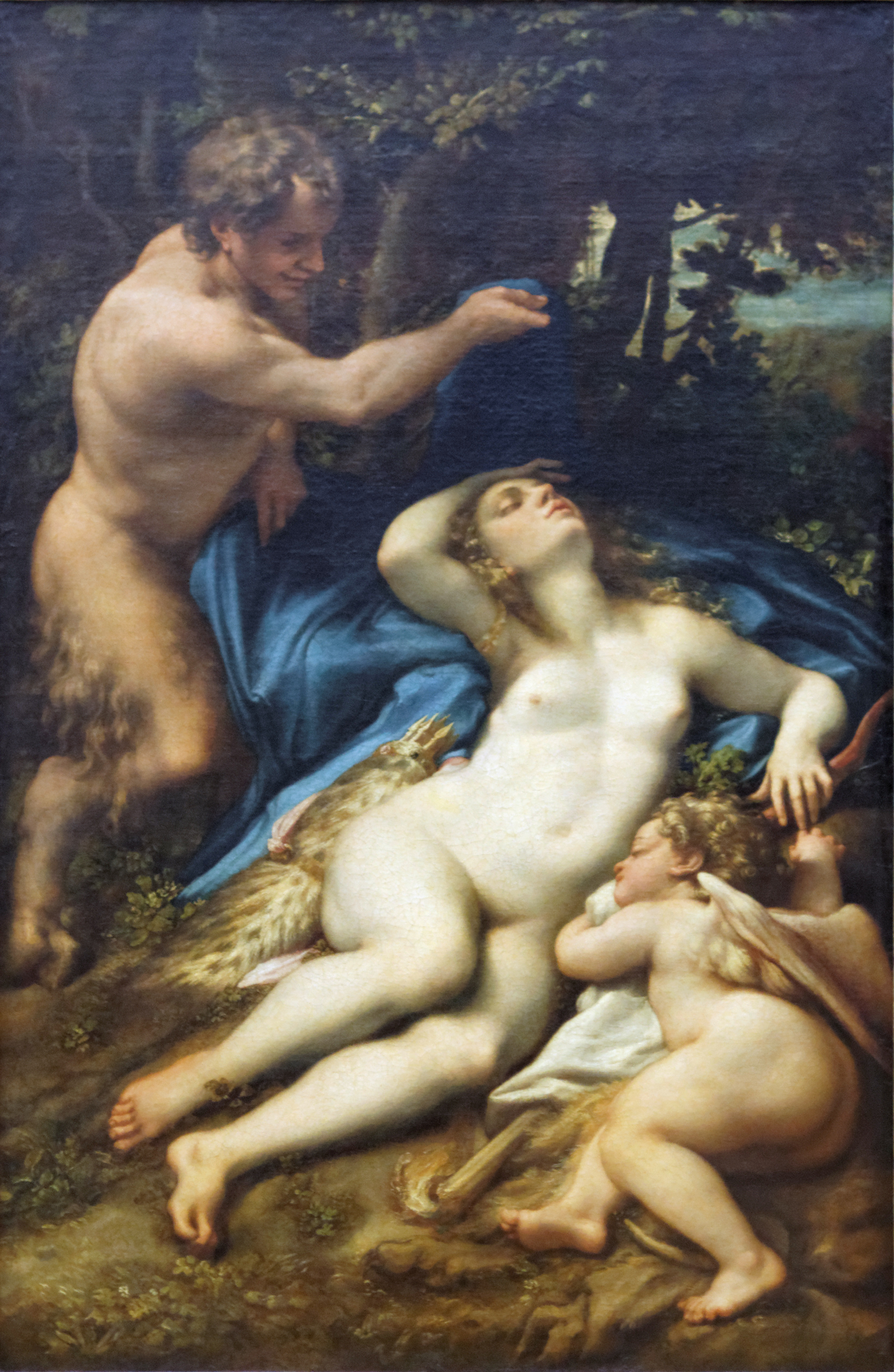
Jupiter et Antiope de Corrège.

- Retable de Sainte Lucie, peinture de Lorenzo Lotto.
- La Crucifixion, peinture de Lucas Cranach l'Ancien.

## Naissances
- 20 décembre : Orazio Sammachini, peintre italien († 12 juin 1577),
- ? :
  - Tiberio Calcagni, peintre et sculpteur italien († 7 décembre 1565),
  - Jacques Patin, peintre et graveur français († 28 mai 1587),
  - Giacomo Rocca, peintre maniériste italien († 1605),
  - Sun Kehong, peintre chinois († 1610),
  - Maarten de Vos, peintre belge († 4 décembre 1603),
  - Pierre Woeiriot, peintre, sculpteur, graveur sur cuivre et médailleur français († 1599),
- Vers 1532 :
  - Jérôme Baullery, peintre français († 1598),
  - Pier Paolo Menzocchi, peintre italien de l’école de Forlì († 1589).

## Décès
- 1er octobre : Jan Gossaert, dit Mabuse, peintre et dessinateur flamand (° vers 1478),

? :
- - Francesco da Cotignola, peintre italien (° vers 1475),
  - Valentin van Orley, peintre belge (° vers 1466).